# Total Eclipse
Total eclipse (conocida como Vidas al límite en España, Eclipse en el corazón en México  y El fuego y la sombra en Argentina) es una película de 1995 dirigida por Agnieszka Holland, basada en una obra de 1967 de Christopher Hampton, quien también escribió el guion. Presenta una precisa descripción de la relación homosexual entre los poetas franceses del siglo XIX Paul Verlaine (David Thewlis) y Arthur Rimbaud (Leonardo DiCaprio), en la época en que la creatividad de ambos artistas se disparó, todo esto basado en las cartas y poemas de ambos.

## Sinopsis
La película narra la relación entre los poetas franceses Arthur Rimbaud y Paul Verlaine, desde el momento de su encuentro hasta la muerte de Rimbaud. Verlaine es seducido por el joven Rimbaud, lo que lleva al primero al distanciamiento de su acomodada vida, con su mujer y su pequeño hijo. Juntos huyen a Inglaterra y Bélgica, hasta el momento que un irracional Verlaine dispara contra Rimbaud.
Verlaine es apresado y encarcelado por este incidente y además es acusado de sodomía. En la cárcel se convierte al catolicismo, mientras Rimbaud sigue con su carrera poética. Una vez que Verlaine es liberado se reencuentran en Alemania para nunca más volverse a ver.
Rimbaud abandona la literatura y se marcha al continente africano, donde un tumor en una rodilla lo obliga a regresar a Francia, donde finalmente muere a los 37 años de edad.
Años después, Verlaine conoce a la hermana de Rimbaud, quien le solicita los escritos de Rimbaud que conserve para su eliminación, a lo que Verlaine se niega. Finalmente, Verlaine rememora su tiempo con Rimbaud, y en una visión provocada por la absenta, que se ha convertido en su vicio, ve a Rimbaud expresándole su amor y respeto.

## Personajes principales
Arthur Rimbaud: Un joven poeta asqueado con el mundo, que intenta evadirse de éste a través de su arte y los diversos paraísos artificiales que representan la vida bohemia de su época. Después de una infancia en una pequeña ciudad alejada de todo foco cultural, su llegada a París intenta ser la oportunidad para poder convertirse en ‘’el mejor poeta del siglo’’. Es un personaje complejo con gran evolución a lo largo de la película conforme su trayectoria como poeta y su relación con Verlaine van avanzando.
Paul Verlaine: Un afamado poeta parisino que experimenta un gran cambio en su vida con la llegada de Rimbaud. Este joven y rebelde poeta le hará cuestionarse todos sus esquemas ya construidos sobre el arte y la vida. Y buscando revivir su antigua inspiración, se verá envuelto en una historia que cada vez presenta más complejidades.
Mathilde Maute: La esposa de Paul Verlaine. Es una muchacha joven y adinerada acostumbrada a vivir con todo tipo de comodidades. De nulo interés por el arte y la poesía. 
Isabelle Rimbaud: La hermana menor de Arthur Rimbaud. Es quien vive en primera persona la pena y desdicha de Rimbaud tras su ruptura con Verlaine. También fue quien acompañó al joven poeta en sus últimos días de vida tras su última enfermedad.

## Reparto
- Leonardo DiCaprio como Arthur Rimbaud.
- David Thewlis como Paul Verlaine.
- Romane Bohringer como Mathilde Maute.
- Dominique Blanc como Isabelle Rimbaud.
- Felicie Pasotti Cabarbaye como Isabelle (niña).
- Nita Klein como la Madre de Rimbaud.
- James Thiérrée como Frederic.
- Emmanuelle Oppo como Vitalie.
- Denise Chalem como la Sra. Maute De Fleurville
- Andrzej Seweryn como el Sr. Maute De Fleurville
- Christopher Thompson como Carjat.
- Bruce Van Barthold como Aicard.
- Christopher Chaplin como Charles Cros.
- Christopher Hampton como El juez.
- Mathias Jung como Andre.

## Crítica
La crítica más común fue que la película nunca explica la importancia del trabajo literario de estos poetas, especialmente su rol en el desarrollo del movimiento simbolista. También se dijo que la película tenía muy poco desarrollo de las características de los poetas, en un momento radical de sus vidas.
Esta crítica apunta que la película se centra casi exclusivamente en la relación amorosa y pudo dedicarle muchas más escenas al proceso creativo de los poetas con sus obras cumbres. También podrían haberse mostrado muchas más escenas sobre la vida literaria y artística de dicha época, ya que ambos autores se nutrieron considerablemente del arte del momento.
Agregan que tenía un sentido limitado de la vida del siglo XIX. Ignora la vida anterior y posterior de los poetas, lo que hace complicada la comprensión para los espectadores no familiarizados de la vida y obra de los poetas y con la literatura francesa del siglo XIX en general.
Respecto a las actuaciones, la música y la fotografía, se señala que está todo muy bien logrado, sin embargo, algunos señalan que la actuación de DiCaprio es muy similar a la realizada en Diario de un rebelde (The Basketball Diaries).
Leonardo DiCaprio recibió varios elogios por su papel como Arthur Rimbaud ya que era un personaje muy complicado de interpretar debido a que fue una de las figuras más enigmáticas de la literatura y una persona realmente extraña y muy propia.
Era conocido como el ‘’joven Shakespeare’’ y su literatura era totalmente una puerta a lo desconocido.
Otra de las críticas, apunta que la película intenta condensar demasiada información y a menudo es narrada con demasiada velocidad lo que hace que el espectador no pueda comprenderlo todo. 
También hay críticas sobre la figura de Paul Verlaine. En la película es visto como un maltratador con su mujer y pequeño hijo pero esto en realidad no está confirmado ya que no hay ninguna carta o documento que lo certifique.

## Trivia
- En 1999 se lanzó la edición en DVD de la película. A pesar de las expectativas del público no se incluían características especiales como escenas inéditas o comentarios.
- El actor que originalmente interpretaría a Paul Verlaine era John Malkovich, pero fue sacado de la producción.
- Es la primera película de Leonardo DiCaprio donde se ve a este besándose con alguien de su mismo sexo a pesar de no ser homosexual. Esto dio pie a varios rumores sobre su orientación sexual y sobre el papel de estos besos en el cine. Pero Leonardo DiCaprio rápidamente desmintió los rumores y afirmó que no hace falta ser homosexual para parecerlo en ficción ya que de eso precisamente trata la carrera del actor.
- Originalmente River Phoenix era quien interpretaría al personaje de Arthur Rimbaud. Sin embargo, debido a su fallecimiento, se pensó en DiCaprio para el papel.